# Alejandro Fernández Iglesias
Alejandro "Álex" Fernández Iglesias (ur. 15 października 1992 w Madrycie) – hiszpański piłkarz grający na pozycji pomocnika w hiszpańskim Cádiz CF. Brat piłkarza José "Nacho" Ignacio Fernándeza Iglesiasa.

## Kariera
Álex dołączył do szkółki Realu w wieku 12 lat z RSD Alcalá. W 2010 roku zaczął występować w Castillii w Segunda División B i w lipcu tego roku został powołany przez José Mourinho do kadry na spotkania przedsezonowe w Stanach Zjednoczonych. 5 sierpnia wystąpił w spotkaniu przeciwko Club América.
6 marca 2011 roku zadebiutował w La Liga. Wszedł na ostatnią minutę wygranego 3-1 spotkania z Racingiem Santander.

## Osiągnięcia
Reprezentacja Hiszpanii U-19
- Mistrzostwa Europy U-19 w piłce nożnej: 2011

Indywidualne
- Mistrzostwa Europy U-19 w piłce nożnej: Piłkarz turnieju (2011)